# Takuma Aoshima
Takuma Aoshima (青島 拓馬 Aoshima Takuma?), född 6 april 1993 i Shizuoka prefektur, är en japansk fotbollsspelare.
Aoshima spelade 2016–2021 i Blaublitz Akita.